# Les Baux-de-Breteuil
 Les Baux-de-Breteuil  es una población y comuna francesa, en la región de Alta Normandía, departamento de Eure, en el distrito de Évreux y cantón de Breteuil (Eure).

## Demografía
| 656 | 529 | 517 | 564 | 561 | 578 |
| Para los censos de 1962 a 1999 la población legal corresponde a la población sin duplicidades (Fuente: INSEE [Consultar]) |     |     |     |     |     |